# احمد مستوفی
احمد مستوفی استاد جغرافیای دانشگاه تهران در سال ۱۲۹۱ در تهران متولد شد. او بعد از گذراندن تحصیلات ابتدایی، در سال ۱۳۰۸ سطح متوسطه خود را به پایان رساند و در همین سال جزو صد نفر دانشجوی اعزامی به اروپا انتخاب شد. وی در مدت ۹ سال اقامت و تحصیل در فرانسه، موفق به اخذ دکترای جغرافیای طبیعی از دانشگاه سوربن پاریس شد. در سال ۱۳۱۷ به ایران مراجعت کرده و با سمت دانشیاری وارد خدمت دانشگاهی در دانشگاه تهران شد.
مستوفی اولین رئیس کوی دانشگاه تهران بود که در سال ۱۳۲۴ به عنوان یکی از اعضای هیئت مدیره کوی دانشگاه انتخاب شد که هم‌زمان با عضویت در هیئت مدیره، ریاست کوی دانشگاه را نیز برعهده داشت و یک سال بعد به دلیل مشغله فراوان در امر پژوهش و آموزش استعفا داد.
دکتر مستوفی بعد از سی و نه سال خدمت در دانشگاه تهران در سال ۱۳۵۶ بازنشسته شد و سرانجام در ۲۸ بهمن ۱۳۷۲ بعد از طی مدت طولانی بیماری در کشور فرانسه درگذشت و در ۱۳۷۲/۱۲/۵ در قبر شماره ۱۴۴ ردیف ۱۲ قطعه ۷۰ بهشت زهرا به خاک سپرده شد.

## فعالیت‌های علمی و پژوهشی
احمد مستوفی بنیان‌گذار و نخستین استاد ژئومورفولوژی در ایران است. وی به تمام نقاط کویری و بیابانی ایران سفر کرده بود و چندین کتاب در معرفی کویرها و بیابان‌های ایران از وی به یادگار مانده‌است. از جمله این کتاب‌ها می‌توان به شهداد و جغرافیای تاریخی دشت لوت و کتاب حوضه مسیله اشاره کرد. وی توانست با جذب محققان خارجی و به‌ویژه محققان فرانسوی در سفرهای خود به مناطق بیابانی، امکان بحث و تفحص را برای اعضای گروه خود (افرادی مانند دکتر محمودی، دکتر بلوچ، دکتر گودرزی و دکتر کردوانی) و دیگران فراهم کند و با مرکز تحقیقات علمی فرانسه ارتباط نزدیک داشت. وی با مجله جغرافیا و انتشار کتاب‌های متعدد جغرافیا و زمین‌شناسی بسیاری از مناطق ناشناخته ایران را به دیگران معرفی نمود. مستوفی ژئومورفولوژی را نه بر پایه اشکال فرسایشی و اقلیمی، بلکه بر پایه زمین‌شناسی و تکتونیک که به‌تازگی در اروپا و آمریکا رایج شده بود، عنوان کرد و در این‌کار به‌خصوص در ایران که عوامل تکتونیک جدید و فعالیت‌های ولکانیسم و کوه‌زایی و دیگر عوامل شکل‌زایی (اقلیم)، مناطق مختلف ایران را در اختیار خود گرفته بودند، موفق بود.